# Oude markthal in Helsinki
De Oude markthal (Fins: Vanha kauppahalli/Zweeds: Gamla Saluhallen) is een markthal in de Finse hoofdstad Helsinki, waar het zich bevindt in de wijk Kaartinkaupunki. Het ligt aan de Oostzee ten zuiden van de markt van Helsinki. De markthal stond model voor verschillende vergelijkbare markthallen gebouwd rond die tijd in Finland.

## Geschiedenis
De bouw van de markthal begon in 1888. Het ontwerp was van architect Carl Gustaf Nyström die vlak voor de bouw door Europa reisde om verschillende markthallen te vergelijken. De markthal heeft drie periodes van recessie moeten doorstaan in de eerste helft van de twintigste eeuw. De eerste kwam toen er een voedselschaarste was door de Eerste Wereldoorlog en de daarop volgende Finse Burgeroorlog. In de jaren twintig pikte de handel weer op en liepen de zaken goed tot de beurskrach van 1929. Eind jaren dertig herstelde de markt weer tot de winteroorlog en de vervolgoorlog leidde tot voedselrantsoenering. Deze rantsoenering ging door tot begin 1954. Toen Finland in 1995 lid werd van de Europese unie kwamen nieuwe producten op de markt zoals ongepasteuriseerde kaas die voorheen illegaal waren in Finland.